# Synagoga Kowea Itim le-Tora we Lwowie
Synagoga Kowea Itim le-Tora we Lwowie (z hebr. „Towarzystwa Studiowania Tory”) – nieistniejąca synagoga znajdująca się we Lwowie na rogu ulic Kazimierzowskiej, Szpitalnej i Słonecznej.
Synagoga została zbudowana po 1877 roku z inicjatywy przedstawicieli Towarzystwa Kowea Itim le-Tora, Majera Cheszelisa oraz Jakuba Rapsa. Powstała w stylu empire. Kierownictwo tej synagogi w 1901 roku na przyległych ulicach zainstalowało oświetlenie gazowe, które działało do początku lat 50. XX wieku.
Podczas II wojny światowej, po wkroczeniu wojsk niemieckich do Lwowa w 1941 roku, synagoga została doszczętnie zniszczona. Po zakończeniu wojny nie została odbudowana.